# Манадски жути тигар
Манадски жути тигар (лат. Parantica menadensis, енгл. Manado yellow tiger) је лептир из породице шаренаца (Nymphalidae).

## Распрострањење
Индонезија је једино познато природно станиште врсте.

## Станиште
Манадски жути тигар има станиште на копну.

## Угроженост
Ова врста није угрожена, и наведена је као последња брига јер има широко распрострањење.